# (2319) Aristides
(2319) Aristides es un asteroide perteneciente al cinturón de asteroides, descubierto el 17 de octubre de 1960 por Cornelis Johannes van Houten en conjunto a su esposa también astrónoma Ingrid van Houten-Groeneveld y el astrónomo Tom Gehrels desde el Observatorio del Monte Palomar, Estados Unidos.  

## Designación y nombre
Designado provisionalmente como 7631 P-L. Fue nombrado Aristides en honor al estadista ateniense Arístides.